# سوراخ‌کاری گایچی
سوراخ‌کاری گایچی (انگلیسی: Guiche piercing) یکی از انواع سوراخ‌کاری بدن است که در قسمت میاندوراه بدن انجام می‌شود. این سوراخ کاری در مردان بیشتر انجام می‌شود و محبوب تر است. گرچه این سوراخ‌کاری معمولاً با یک خط فرضی عمود به آلت مردی امتداد می‌یابد اما می‌توان آن را در کناره‌های میاندوراه نیز ایجاد کرد. به یک ردیف از سوراخ کاری‌های گایجی که در کنار هم و به‌طور موازی به سوی آلت مردی امتداد می‌یابند، «نردبان گایچی» می‌گویند.